# Wilhelm von Osma
Wilhelm von Osma, Guilelmus de Osma (um 1350), war ein mittelalterlicher Philosoph und Logiker, von dem das Werk De Consequentiis stammt.
Über ihn ist nach Franz Schupp (1991) nichts bekannt. Da es ein Bistum Osma-Soria (Suffragandiözese von Toledo)  mit Sitz im spanischen El Burgo de Osma-Ciudad de Osma gibt, war er möglicherweise Kleriker. Dazu passt, dass er in der Handschrift (im Kolophon) seines De Consequentiis als Reverendus bezeichnet wird. Mitte des 14. Jahrhunderts war Alonso de Toledo y Vargas Bischof von Osma, der vorher Lektor der Sentenzen in Paris und Kommentator (Sentenzen, Quaestiones) von Aristoteles’ Über die Seele war. Das Werk von Osma ist ein frühes Beispiel der in den Handschriften meist anonym überlieferten logischen Formelsammlungen des Mittelalters, speziell in der Gruppe englischer Logiker um Walter Burley und Wilhelm von Ockham. Nach Schupp ist das Werk innerhalb der Burley-Ockham-Gruppe mit einem anonymen Traktat über die Folgerungen aus einer Sammelhandschrift aus Padua des letzten Viertels des 14. Jahrhunderts verwandt. Mit dem Traktat von Richard Billingham hat es nur die einleitende Beschreibung der Folgerungen gemein und kann nach Schupp auch unabhängig entstanden sein.
Die Handschrift ist in der Stadtbibliothek von Danzig enthalten (cod. 2181) und wurde 1866 aus Privatbesitz gekauft. Im Katalog wird dort nach Analyse der Schrift das 15. Jahrhundert angegeben.